# Ricoh Open 2016
Die Ricoh Open 2016 waren ein WTA-Tennisturnier der WTA Tour 2016 für Damen und ein ATP-Tennisturnier der ATP World Tour 2016 für Herren in Rosmalen in der Gemeinde ’s-Hertogenbosch und fanden zeitgleich vom 6. bis 12. Juni 2016 statt.

## Herrenturnier
→ Qualifikation: Ricoh Open 2016/Herren/Qualifikation

## Damenturnier
→ Qualifikation: Ricoh Open 2016/Damen/Qualifikation